# 広島女子短期大学
広島女子短期大学（ひろしまじょしたんきだいがく、英語: Hiroshima Women's Junior College）は、広島県広島市宇品町710-1に本部を置いていた日本の公立大学である。1950年に設置され、1966年に廃止された。大学の略称は広女短。

## 概要

### 大学全体
- 広島県広島市[注 1]に所在した日本の公立短期大学で、設置主体は広島県[1]。
- 国内で最初に認可された短期大学149校[注 2]の1校として、1950年に4学科体制で開学した[2]。
- 1964年度の入学生を最後に[注釈 2]、1966年に短期大学としての使命を終える[注釈 3]。

### 教育および研究
- 広島女子短期大学は人文系・家政系の専門教育が行われていた。

## 沿革
- 1920年
  - 広島県立広島高等女学校に専攻科を設置する。
- 1928年
  - 広島女子専門学校が設置される。
- 1949年
  - 10月 文部省[注釈 4]に短期大学[注 3]の設置認可に関する申請を行う[注 4]。なお、学科・専攻は以下の通りとなっている[注 5]。
    - 国語国文科 入学定員40名
    - 社会科 入学定員40名
    - 数学科 入学定員30名
    - 児童科 入学定員40名
    - 食物科 入学定員40名
    - 被服科 入学定員40名
- 1950年
  - 3月14日 左記を以て短期大学の設置が文部省[注釈 4]より認可される[注 6]。
  - 4月1日 左記を以て広島女子短期大学が上記の学科体制にて開学する[注 7]。
    - 国語国文科→国文科 入学定員40名
    - 社会科 入学定員40名
    - 数学科→数物科 入学定員30名
    - 児童科 入学定員40名[注釈 5]
    - 食物科 入学定員40名[注釈 5]
    - 被服科 入学定員40名[注釈 5]
- 1951年
  - 4月1日 家政科を以下の3課程に分離[10]。
    - 被服専攻 入学定員40名
    - 食物専攻 入学定員40名
    - 児童専攻 入学定員40名→保母養成施設として厚生省より認可される[13]。
- 1953年
  - 4月1日 数物科を理数科に改称[14]。
- 1958年
  - 5月1日 学生数[15]/定員
    - 国文科 82[注釈 6]/80
    - 社会科 79[注釈 6]/80
    - 理数科 62[注釈 6]/60
    - 家政科 257[注釈 6]/240
- 1958年
  - 5月1日 学生数[16]/定員
    - 国文科 88[注釈 6]/80
    - 社会科 92[注釈 6]/80
    - 理数科 53[注釈 6]/60
    - 家政科 264[注釈 6]/240
- 1964年
  - 4月1日 学生募集が最後となる[注釈 2]。
  - 5月1日 学生数[17]/定員
    - 国文科 95[注釈 6]/80
    - 社会科 92[注釈 6]/80
    - 理数科 84[注釈 6]/60
    - 家政科 275[注釈 6]/240
- 1965年
  - 5月1日 学生数[18]/定員
    - 国文科 47[注釈 6]/40
    - 社会科 45[注釈 6]/40
    - 理数科 40[注釈 6]/30
    - 家政科 133[注釈 6]/120
- 1966年
  - 3月31日 左記をもって正式に廃止となる[注釈 3]。

## 基礎データ

### 所在地
- 広島市宇品町710-1 [注釈 1]

## 教育および研究

### 組織

#### 学科[注 8]
- 国文科 入学定員40名
- 社会科 入学定員40名
- 理数科 入学定員30名
- 家政科
  - 児童専攻 入学定員40名
  - 食物専攻 入学定員40名
  - 被服専攻 入学定員40名

#### 専攻科
- なし

#### 別科
- なし

#### 取得資格について
資格
- 栄養士：家政科食物専攻[20]

教職課程
- 中学校 教諭二級免許状[20]
  - 国語：国文科
  - 社会：社会科
  - 数学・理科：数理科
  - 家庭：家政科
- 当初は高等学校教諭免許状も設置されていた[21]。
  - 国語：国文科
  - 社会：社会科
  - 数学・理科：数理科
  - 家庭：家政科

### 研究
- 『広島女子短期大学研究紀要』[22]

## 施設

### キャンパス
- 現在は、県立広島大学広島キャンパスとなっている。

## 対外関係

### 系列校
- 広島農業短期大学